# كاميلا ألفيز
كاميلا ألفيز ماكونهي (بالبرتغالية: Camila Alves McConaughey‏) وهي عارضة أزياء ومصممة برازيلية ولدت في يوم 28 يناير 1982 في بلدة إتامتشبوري في البرازيل وهي زوجة الممثل الأمريكي ماثيو ماكونهي.

## روابط خارجية
- كاميلا ألفيز على موقع IMDb (الإنجليزية)
- كاميلا ألفيز على موقع أول موفي (الإنجليزية)
- كاميلا ألفيز على موقع قاعدة بيانات الفيلم (الإنجليزية)
- كاميلا ألفيز على موقع دليل عارضات الأزياء (الإنجليزية)